# Подберезье (Владимирская область)
Подберезье — село в Суздальском районе Владимирской области России, входит в состав Новоалександровского сельского поселения.

## География
Село расположено в 7 км на северо-восток от центра поселения села Новоалександрово и в 17 км на северо-запад от Владимира.

## История
В грамоте великого князя Иоанна III Васильевича от 1504 года, коей он митрополичьим селам жаловал неподсудность княжеским чиновникам, упоминается село «новое под березами». Принимая во внимание близость этого названия к настоящему названию села и географическое положение среди теперь существующих сел Спасского и Богослова и отсутствие здесь другого села с тем же названием, нужно думать, что в грамоте великого князя упоминается настоящее село Подберезье. Кому принадлежало село впоследствии, не известно, но в записях патриаршего казенного приказа под 1728 годом Подберезье значится в вотчинах священного Синода. По упразднении монастырских вотчин оно числилось селом владельческим и частью казенным. Название Подберезья селом в грамоте 1504 года указывает на то, что и тогда здесь была церковь, но о ней нет никаких сведений. Существование же церкви в начале XVII столетия подтверждается записями в патриарших окладных книгах 1628 года, в коих значится церковь чудотворца Николы в селе Подберезье. В 1691 году повелением патриарха Адриана эта церковь за ветхостью была перестроена и новая освящена тоже в честь святого Николая. При этом патриарх приказывает старый антиминс положить в новой церкви в престол «в десном столпце с восточной стороны вытесать ящик и покрыть доскою, а ветхие церковные бревна, которые годятся, иметь к новой церкви в дело опричь мостов, а которые в дело не годятся и те бревна вывесть в поле и в чистом месте сожечь». Кроме этой церкви в селе Подберезье существовала в начале XVIII столетия другая церковь – в честь Смоленской иконы Божией Матери, которая в 1718 году перестроена и освящена на старом антиминсе игуменом Сновицкого монастыря Маркеллом. Дальнейшая судьба этих двух церквей остается неизвестною. В настоящее время в селе Подберезье существует каменная церковь, построенная в 1856 году; в 1891 году устроен теплый придел через разделение церкви на две половины. Каменная колокольня окончена постройкою в 1871 году. Престолов в церкви два: в холодной – в честь Смоленской иконы Божией Матери, а в теплой – в честь святого Николая чудотворца. В 1896 году приход состоял из села Подберезья, деревень: Ново-Александровки и Скородумки, сельца Бол. Житкова; в приходе 367 душ мужского пола и 387 женского.
В конце XIX — начале XX века село входило в состав Оликовской волости Владимирского уезда.
С 1929 года село входило с состав Кутуковского сельсовета Владимирского района, с 1945 года — Ставровского района, с 1965 года — в составе Новоалександровского сельсовета Суздальского района.

## Население
| 1859 | 1926 |
| ---- | ---- |
| 184  | 233  |

| 1859 | 1905 | 1926 | 2002 | 2010 | 2021 |
| ---- | ---- | ---- | ---- | ---- | ---- |
| 184  | ↗257 | ↘233 | ↘1   | ↗12  | ↗46  |

## Достопримечательности
В селе находится недействующая Церковь Смоленской иконы Божией Матери (1856).